# Пининг, Теодор
Петер Карл Теодор Пининг (16 июля 1831, Мельдорф — 14 августа 1906, Гамбург) — германский писатель.
Окончил среднюю школу в Мельдорфе. С 1849 по 1850 год участвовал в восстании в Шлезвиг-Гольштейне против датской власти (в то время эта территория входила в состав Дании). С 1851 по 1853 год изучал филологию в Кильском и Гёттингенском университетах. В 1856 году получил докторскую степень по языкнознанию в Гиссенском университете. С 1855 года работал домашним учителем в Гамбурге, а также начал писать литературные произведения.
Способствовал возрождению нижненемецкого наречия, свои произведения писал только на нём. Наиболее известные произведения: «Snack un Snurren ut de Spinn-stuv» (1858), «Wat för’n Winter», «Dat Hamborger Dööntjenbook» (Гамбург, 1859), «Luerfritz», «De anner Reisna’n Hamborger Dom», «Krischan Wehnkes Abenteuer im Mittelmeer», «Hans un Gretchen», «Hund und Katz», «Dree spassige Vertelln», «Krischan Wehnkes Abenteuer», «För den Winterabend». Книга «Dat Hamborger Dööntjenbook», представляющая собой юмористическое описание поездки крестьян в город, неоднократно переиздавалась в XX веке.